# Kreuzresistenz
Eine Kreuzresistenz bezeichnet die Unempfindlichkeit einer Bakterienart gegenüber zwei oder mehreren Antibiotika, die meistens sehr ähnlich aufgebaut sind oder über gleiche Wirkungsmechanismen verfügen. Bei Penicillinen und Cephalosporinen zeigt sich beispielsweise eine solche Kreuzresistenz. Beide besitzen eine ähnliche chemische Struktur und unterbrechen die Zellwandbiosynthese von Bakterien, indem sie Enzyme hemmen, die für die Quervernetzung von Peptidoglycanen verantwortlich sind.
Kreuzresistenzen werden auch bei Antimykotika (Medikamente zur Behandlung von Pilzerkrankungen) beobachtet, z. B. bei Itraconazol und Fluconazol.
Unter einer Parallelresistenz versteht man die Unempfindlichkeit gegenüber nicht verwandten Wirkstoffen infolge unterschiedlicher Resistenzmechanismen.